# Йохан III (Нюрнберг)
Йохан III (на немски: Johann III von Nürnberg; * 1369, † 11 юни 1420) от род Хоенцолерн, е бургграф на Нюрнберг от 1397 до 1420 г. и маркграф на Бранденбург-Кулмбах от 1398 до 1420 г.

## Живот
Йохан III е син на бургграф Фридрих V от Нюрнберг (1333 – 1398) и принцеса Елизабет фон Майсен (1329 – 1375) от род Ветини, дъщеря на маркграф Фридрих II от Майсен (1310 – 1349) и Матилда Баварска (1313 – 1346), най-възрастната дъщеря на император Лудвиг Баварски и първата му съпруга Беатрикс от Силезия-Глогау. Той е по-голям брат на бургграф Фридрих VI, по-късният курфюрст Фридрих I.
През 1375 г., още дете, той е сгоден за Маргарета Бохемска (1373 – 1410), дъщеря на император Карл IV и Елизабета Померанска. Тя е сестра на по-късния римско-немски крал Венцел и по-късния император Сигизмунд. Двамата се женят около 1381 г.
През 1385 г. баща му бургграф Фридрих V решава синовете му да участват в управлението и нарежда чрез т. нар. Dispositio Fridericiana за бъдещето разделение на страната между двамата. През 1396 г. Йохан III участва с неговия зет Сигизмунд в битката при Никополис в България против турците и му спасява живота. Заедно с граф Херман фон Цили той го завежда на кораб по Дунав и го спасява от пленяване.
След оставката на баща му през 1397 г. той управлява няколко години заедно с брат си. Най-късно през 1403 г. те осъществяват желанието на баща им и си разделят наследството му. Йохан III получава Кулмбах, Фридрих VI Ансбах. Йохан III си подрежда резиденцията в Княжество об дем Гебирг в крепостта Пласенбург об Кулмбах.
От 1390 г. Йохан III е най-близък довереник на крал Венцел и се грижи за своята франкска собственост, докато по-малкият му брат Фридрих като курфюрст на Бранденбург все повече участва в политиката на империята и в негово отсъствие Йохан се грижи и за неговата собственост.
Йохан III умира на 11 юни 1420 г. и е погребан в манастир Мюнстер Хайлсброн. Понеже няма мъжки наследници, след неговата смърт той е наследен от по-малкия му брат Фридрих I.

## Деца
Йохан III и Маргарета Люксембургска имат една дъщеря:
- Елизабет (1391 – 1429), през 1406 г. се омъжва за граф Еберхард III от Вюртемберг († 16 май 1417), син на граф Улрих и Елизабета Баварска, дъщеря на император Лудвиг IV Баварски и Маргарета Холандска.